# Кошко, Иван Францевич
Ива́н (Мячесла́в) Фра́нцевич Кошко́ (1859, Могилёвская губерния, Российская империя — 1927, Париж, Франция) — российский государственный деятель, действительный статский советник (1906).

## Биография
Родился 20 февраля 1859 года[по какому календарю?] в Могилёвской губернии в семье дворян евангелическо-лютеранского вероисповедания. Старший брат русского сыщика и криминалиста Аркадия Францевича Кошко (1867—1928). Отец состоял на службе в Могилёвской палате гражданского суда, рано вышел в отставку в чине коллежского секретаря. Мать — Констанция Карловна Кошко, урожденная Бучинская (1833—1905). У Ивана Францевича были три сестры: Антуанетта, Наталья (родилась в 1856 году) и Мария (1861—1946).
Окончил 2-ю военную гимназию в Санкт-Петербурге, Николаевское инженерное училище и курс Николаевской академии Генерального штаба.
С 1878 года на военной службе, дослужился до штабс-капитана, после чего вышел в отставку. В 1890 году перешёл на службу в структуры Министерства внутренних дел на должность земского начальника 6-го участка Новгородского уезда.
Назначение в захолустный Новгород привело к разрыву с женой. На посту земского начальника И. Ф. Кошко пробыл долго и успел многое. Прежде всего его заботила организация ссудно-сберегательных товариществ для крестьян, так как в те годы одной из тяжелейших проблем было отсутствие дешевого народного кредита. Крестьяне занимали деньги у кулаков под высокие проценты. Земства пытались решить проблему кредитования, организуя ссудно-сберегательные товарищества, но это помогало слабо: из 442 товариществ, учреждённых земствами в 1870—1887 годах больше половины в 1890-х годах было ликвидировано. И. Ф. Кошко провел ряд опытов с выдачей кредитов крестьянам, а потом написал и издал в Новгороде брошюру «Мелкий народный кредит как могучее средство борьбы с обеднением нашего крестьянина» (1899 год). На титуле брошюры значилось — «высылается желающим безплатно». На посту земского начальника И. Ф. Кошко пытался также развивать местную кустарную промышленность, в частности выступил инициатором и непосредственным организатором заключения подряда кустарей своего участка с Тульским оружейным заводом. В течение пяти лет кустари поставляли в Тулу болванки для изготовления оружейных лож.
Продвижение по карьерной лестнице шло неравномерно. В 1895 году И. Ф. Кошко получил чин титулярного советника, что не было ростом, так как данный чин по Табели о рангах, соответствовал имеющемуся у него чину штабс-капитана. В 1897 г. И. Ф. Кошко стал надворным советником, в 1900 г. — коллежским советником, а в 1903 г. статским советником, что соответствовало должности вице-губернатора. С 1901 г. — непременный член Новгородского губернского присутствия. Ему дважды поручали организовывать поставку хлеба для помощи крестьянам в пострадавших от неурожая губерниях — Пензенской (сентябрь — декабрь 1905 г.), Херсонской (начало 1906 г.).
С мая 1906 года — самарский вице-губернатор. В это время губерния была охвачена волнениям. И. Ф. Кошко прибыл в Самару 29 июня и почти сразу же был отправлен в село Кинель-Черкассы для подавления беспорядков. В Кинель-Черкассах действовала крупная боевая дружина (до 200 боевиков) эсеров. И. Ф. Кошко арестовал в селе и отправил в Самару 15 активных участников беспорядков, провел сход и отбыл в Самару. Вскоре был убит в результате взрыва самарский губернатор И. Л. Блок, вследствие чего И. Ф. Кошко стал исправляющим должность губернатора до сентября 1906 года, когда прибыл преемник погибшего В. В. Якунин. За службу 6 декабря 1906 года И. Ф. Кошко был произведён в чин действительного статского советника, а после убийства пензенского губернатора С. В. Александровского, был поставлен во главе Пензенской губернии.
С 1907 года по 19 октября 1910 года — пензенский губернатор. При нём в Пензе начала действовать губернская землеустроительная комиссия, открылась частная мужская гимназия Д. А. Захарьина; стала работать электростанция № 1 и Свято-Владимирский детский сад, созданный на пожертвования населения. Началось строительство вокзала станции Пенза Московско-Казанской железной дороги (ныне — станция Пенза I Куйбышевской железной дороги). Пензенская городская Дума приняла решение о постройке Народного дома им. императора Александра II. Было освящено новое здание губернской тюрьмы. Учительская семинария была преобразована из 3-классной в 4-классную; стали выходить журналы «Землеустроитель» и «Вестник Пензенского земства», газеты «Пензенский справочник» и «Наша Пенза».

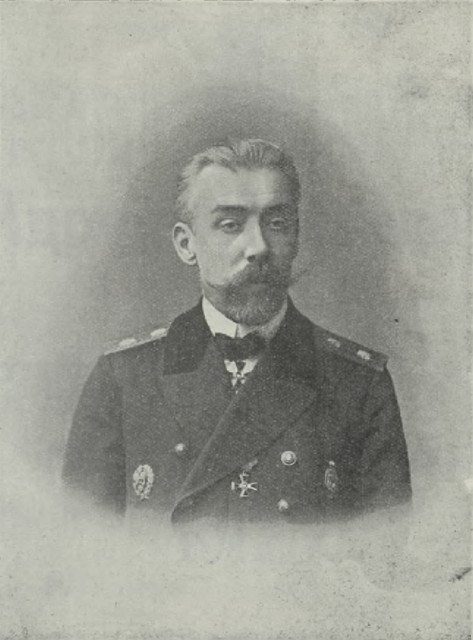
И. Ф. Кошко, фото до 1911 г.

28 февраля 1911 года был назначен пермским губернатором. В этой должности он пробыл до 11 августа 1914 года, затем вышел в отставку по состоянию здоровья.
На период губернаторства И. Ф. Кошко приходится бурное развитие экономики губернии: за 1911—1914 годы протяженность железных дорог увеличилась на 3160 км, выплавка чугуна более чем на 10 млн пудов (примерно на четверть), меди на 210 тысяч пудов.
После Октябрьской революции был арестован и ненадолго заключен в Новгородскую тюрьму, однако местные жители приносили ему еду. Вскоре был отпущен. Сын И. Ф. Кошко, парализованный Борис, также был арестован и заключен в Петропавловскую крепость и также отпущен. Неизвестно, где жили пять послереволюционных лет И. Ф. Кошко с сыном. Известно, что примерно в конце 1922 года И. Ф. Кошко и его сын отпущены в Польшу, около года Иван Францевич жил в Варшаве, а в конце 1923 года переехал в Париж, где умер от рака печени в 1927 году. Похоронен на кладбище Сент-Уэн.

## Воспоминания Ивана Кошко
В 1916 году в Петрограде были изданы: «Воспоминания губернатора (1905—1914 гг.). Новгород, Самара, Пенза)» (Петроград: Типография «Содружество», 1916. — 259 с.)
В 2007 году в Екатеринбурге Демидовским институтом была издана вторая часть воспоминаний губернатора, посвященная пермскому периоду деятельности И. Ф. Кошко / Сост. Н. Г. Павловский. — Екатеринбург: Демидовский институт, 2007. — 382 с., [1] л. карт. : фот. — (Памятники истории и языка). — ISBN 978-5-87858-012-0.

## Награды
Деятельность И. Ф. Кошко была отмечена наградами:
- Орден Святого Станислава 2-й степени.
- Орден Святой Анны 2-й степени.
- Орден Святого Владимира 3-й степени.
- Орден Святого Владимира 4-й степени.
- Медаль «В память 100-летия Отечественной войны 1812».
- Медаль «В память 300-летия царствования дома Романовых».
- Медаль Красного Креста в память участия в деятельности Императорского Человеколюбивого общества.
- Благодарность «за успешное содействие Алексеевскому главному комитету по призрению детей лиц, погибших в войну с Японией».
- Золотые часы с надписью «за труды в деле развития местной кустарной промышленности»